# 福井豊治
福井 豊治（ふくい とよはる、1943年 - 1994年7月12日）は、日本のフリーアナウンサー。岡山県出身。

## 来歴
東京経済大学経済学部卒業後、1967年に中部日本放送入社。同局では主に中日ドラゴンズ戦中継の実況を担当していた。
1983年にテレビ愛知が開局したその翌年、東海ラジオのアナウンサーだった亀関開とともにアナウンサーユニオン（現社名は株式会社エイ・ユウ）を設立し、テレビ愛知の契約アナウンサーとなってドラゴンズ戦ナイターの実況を担当した。その後、テレビ東京『スポーツTODAY』のキャスターに就任。降板後もフリーアナウンサーとして、プロ野球や競輪などの中継で活躍した。
1994年7月12日23時（午後11時）頃、高校野球の実況のために和歌山県へ出張していた際に、脳出血により県内のホテルで急死した。

## 担当番組

### 中部日本放送時代
- CBCラジオナイター
- ○曜ナイター

### CBC退社後
- TVAドラゴンズナイター（テレビ愛知）
- 面白お天気塾（中京テレビ）

### その他
- 特別競輪決勝戦中継（司会、実況）
- オートレースSG優勝戦中継（司会、実況）